# Gypona saltensis
Gypona saltensis är en insektsart som beskrevs av Teson 1973. Gypona saltensis ingår i släktet Gypona och familjen dvärgstritar. Inga underarter finns listade i Catalogue of Life.